# Manuel Riemann
Manuel Riemann-Lorenzen (geb. Riemann; * 9. September 1988 in Mühldorf am Inn) ist ein deutscher Fußballtorwart.

## Karriere
Riemann spielte in der Jugend für den TSV Ampfing und den TSV 1860 Rosenheim und wechselte 2003 zu Wacker Burghausen. Hier rückte er vor der Saison 2006/07 in den Kader der zweiten Mannschaft auf. Am letzten Spieltag der Saison gab er im Spiel gegen den SC Paderborn 07 sein Debüt in der zweiten Bundesliga. Beim 5:1-Sieg verschoss er einen Elfmeter in der 80. Minute. Nach dem Abstieg des Clubs im Sommer 2007 wurde Riemann Stammtorwart in der Regionalliga Süd. Am 6. August 2007 parierte er im DFB-Pokal-Spiel gegen den FC Bayern München im Elfmeterschießen zwei Elfmeter und verwandelte selbst einen Strafstoß gegen Oliver Kahn. Dennoch wurde das Spiel mit 4:5 nach Elfmeterschießen verloren.
Nach drei Jahren wechselte er zur Saison 2010/11 zum Zweitliga-Aufsteiger VfL Osnabrück, bei dem er einen Zweijahresvertrag unterschrieb. Hier war er zunächst für eine Saison Ersatztorhüter hinter Tino Berbig. Als der Verein am Ende in die 3. Liga abstieg, verließ Berbig den Verein und Riemann wurde neuer Stammkeeper. Sein erstes Spiel machte er am 23. Juli 2011 auswärts gegen den SV Darmstadt 98 (1:0). Im Mai 2013 scheiterte Osnabrück in der Relegation an Dynamo Dresden, sodass man in der Dritten Liga blieb. Anfang Juli 2013 wechselte Riemann zum SV Sandhausen, um dort im Rahmen eines Zweijahresvertrages in der 2. Fußball-Bundesliga zu spielen.
In der Sommerpause 2015 band sich Riemann bis 2018 an den VfL Bochum. Im August 2016 wurde seine Vertragslaufzeit vorzeitig bis 2020 verlängert. Nach dem Aufstieg in die Bundesliga im Sommer 2021 war Riemann drei Jahre lang Stammtorwart der Bochumer, die 2022 und 2023 den direkten Klassenerhalt schafften. Zum Ende der Spielzeit 2023/24 rutschte die Mannschaft am letzten Spieltag auf den Relegationsplatz; der Verein teilte drei Tage vor dem ersten Aufeinandertreffen mit Fortuna Düsseldorf, mit, in beiden Relegationsspielen auf Riemann zu verzichten. Das wurde auch für die Folgesaison entschieden, woraufhin er klagte. Beim VfL fehlte Riemann laut Sport1 „innerhalb des Teams jeglicher Rückhalt“, obwohl er im Prinzip als „zuverlässig“ gilt und den VfL in manchen Situationen gerettet habe. Außerdem fiel er wohl mit „wüsten Beschimpfungen“ gegenüber den Mitspielern auf.
Im November 2024 einigte sich Riemann mit dem Verein außergerichtlich und kehrte unter dem neuen Cheftrainer Dieter Hecking in den Kader zurück. Er war fortan hinter Patrick Drewes und Timo Horn die dritte Wahl und zählte bei keinem Pflichtspiel zum Spieltagskader.
Im Januar 2025 löste er seinen Vertrag in Bochum auf und wechselte in die 2. Bundesliga zum SC Paderborn 07. Nach nur einen halben Jahr verließ er die Paderborner nach dem Ende der Saison 2024/25 wieder.

## Bilanz
Riemann hielt in der Bundesliga elf von 23 Strafstößen.

## Erfolge
- Meister der 2. Bundesliga und Aufstieg in die Bundesliga: 2021

## Privates
Riemanns Großvater Hans Humpa spielte zwischen 1961 und 1965 für den TSV 1860 München und kam auf sieben Einsätze in der Bundesliga. Sein jüngerer Bruder Alexander Riemann spielte als Profifußballer unter anderem in der österreichischen Bundesliga und der 2. Fußball-Bundesliga Deutschlands.
Riemann ist seit 2016 verheiratet. Seither trägt er den Doppelnamen Riemann-Lorenzen.